# John T. Heard

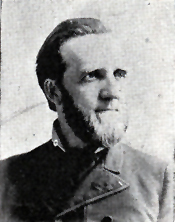
John T. Heard (1893)

John Taddeus Heard (* 29. Oktober 1840 in Georgetown, Pettis County, Missouri; † 27. Januar 1927 in Los Angeles, Kalifornien) war ein US-amerikanischer Politiker. Zwischen 1885 und 1895 vertrat er den Bundesstaat Missouri im US-Repräsentantenhaus.

## Leben
John Heard besuchte die öffentlichen Schulen seiner Heimat und studierte danach bis 1860 an der University of Missouri in Columbia. Nach einem anschließenden Jurastudium und seiner 1862 erfolgten Zulassung als Rechtsanwalt begann er in Sedalia in diesem Beruf zu praktizieren. Gleichzeitig schlug er als Mitglied der Demokratischen Partei eine politische Laufbahn ein.
Zwischen 1872 und 1875 saß Heard als Abgeordneter im Repräsentantenhaus von Missouri; von 1880 bis 1884 gehörte er dem Staatssenat an. Im Jahr 1881 arbeitete er in einer Kommission zur Bereinigung aller Ansprüche des Staates Missouri gegenüber der Bundesregierung mit. Bei den Kongresswahlen des Jahres 1884 wurde Heard im sechsten Wahlbezirk von Missouri in das US-Repräsentantenhaus in Washington, D.C. gewählt, wo er am 4. März 1885 die Nachfolge von John Cosgrove antrat. Nach vier Wiederwahlen konnte er bis zum 3. März 1895 fünf Legislaturperioden im Kongress absolvieren. Ab 1893 vertrat er dort als Nachfolger von Richard Henry Norton den siebten Distrikt seines Staates. Ebenfalls ab 1893 war er Vorsitzender des Ausschusses zur Verwaltung des Bundesbezirks District of Columbia. Im Jahr 1894 wurde Heard nicht erneut bestätigt.
Im Juli 1904 war er Delegierter zur Democratic National Convention in St. Louis, auf der Alton B. Parker als Präsidentschaftskandidat nominiert wurde. In den folgenden Jahren engagierte sich Heard auch im Bankgewerbe; 1922 zog er sich dann in den Ruhestand zurück. Er starb am 27. Januar 1927 während eines Besuchs in Los Angeles und wurde in Sedalia beigesetzt.